# Joell atlàntic
El joell atlàntic (Atherina presbyter) és una espècie de peix pertanyent a la família dels aterínids.

## Descripció
- Pot arribar a fer 20 cm de llargària màxima.
- Cos allargat, prim, cilíndric, amb el dors blavós o verdós, translúcid i amb puntets negres a la vora de cada escata. Ventre blanquinós i sovint brillant.
- Presenta una línia platejada brillant i, generalment, subratllada de negre al llarg dels flancs i des del cap fins a la cua.
- Cap i cos amb escates, les quals són cicloides, bastant grans i llises al tacte.
- Boca petita, protràctil, amb dents petites i dirigida cap endavant.
- El diàmetre dels ulls és similar a la longitud del musell.
- Dues aletes dorsals ben separades: l'anterior amb diverses espines flexibles i la posterior amb una espina seguida de nombrosos radis tous.
- Aleta anal amb una espina seguida de 14-17 radis tous.
- Aletes pectorals situades en posició alta en relació al cos.
- Cua forcada.
- Nombre de vèrtebres: 46-52 al Marroc i entre 49 i 52 als Països Baixos.
- Sense una veritable línia lateral.[3][4][5][6][7]

## Reproducció
A les illes Canàries, té lloc durant l'hivern i l'inici de la primavera. En altres indrets, a la primavera i l'estiu.

## Alimentació
Menja animals planctònics (crustacis i larves de peixos).

## Hàbitat
És un peix d'aigua marina i salabrosa, oceanòdrom, pelàgic-nerític i de clima subtropical (60°N-14°N, 26°W-17°E), el qual viu a estuaris i àrees costaneres. Realitza migracions estacionals a l'Atlàntic.

## Distribució geogràfica
Es troba des de Kattegat (Dinamarca) i les illes Britàniques fins a Mauritània, incloent-hi les Açores, Madeira, Cap Verd, les illes Canàries i la Mediterrània occidental.

## Ús comercial
A les illes Canàries, la seua captura amb finalitats comercials està prohibida i només és legal emprar-ho com a esquer -viu o mort- en la pesca de tonyines.

## Confusió amb altres espècies
És similar quant a morfologia, mida i color al seitó (Engraulis encrasicolus), tot i que aquest darrer presenta una única aleta dorsal i la boca molt grossa i en posicions inferior.

## Observacions
És inofensiu per als humans i la seua esperança de vida és de 4 anys.